# Argia euphorbia
Argia euphorbia är en trollsländeart som beskrevs av Fraser 1946. Argia euphorbia ingår i släktet Argia och familjen dammflicksländor. Inga underarter finns listade i Catalogue of Life.